# Velas en honor de los Santos Patrones
Las Velas en honor de los Santos Patrones son un rito practicado en el Istmo de Tehuantepec (México). 

## Descripción
La etnia zapoteca del Istmo de Tehuantepec es una de las más alegres y orgullosas de Oaxaca, y está integrada por mujeres y hombres trabajadores y comprometidos con su cultura. De esta etnia, conocidas son sus tradicionales Velas en honor de los Santos Patrones, en las que las mujeres lucen sus soberbios trajes de terciopelo, seda y encaje; mujer y traje se confabulan en uno para resaltar la belleza de la otra y viceversa.
Respecto a las mayordomías, éstas agrupan una serie de ritos: la Entrega de la cera, la Calenda, el Convite de flores, la Regada de frutas y la Lavada de olla. Pero, a pesar de la importancia de las mismas, no dejan de ser las Velas las que alcanzan mayor interés y relevancia. De todas ellas, son las de Juchitán de Zaragoza, Oaxaca en las que mejor se aprecia la cultura zapoteca. El poblado es el de mayor extensión en el Istmo; Juchitán o en Náhuatl "Ixtaxochitlán" significa Lugar de las Flores blancas. Nombrado así desde tiempos prehispánicos y más tarde los Dominicos le cambiaron por (guidxi Xhavizende) en Zapoteco, que significa "Lugar de San Vicente" .

## Vestuario y coreografía
Consecuencia del diseño del traje realizado por la mujer huave, la mujer zapoteca quiso y experimentó con telas finas, llegadas de Europa o adquiridas en el centro del país, diferentes diseños hasta determinar el traje istmeño que se conoce en la actualidad. Así surgieron enaguas de olán, de galón, de brocado, de blonda, etc., sin olvidar el traje de caracol, que es una variación del traje de mareña utilizado por las Shela shuanas (mujeres mayores de respeto) en los Convites de flores.
A finales del siglo XlX y principios del XX, el terciopelo llegó a México y fue la señora Juana Catalina Romero quien lo introdujo en la confección actual del traje istmeño de gala. Complemento indispensable del vestuario de la región son las finas joyas fabricadas con monedas de oro, centenarios y perlas engarzadas. Entre los elementos usados por la mujer en los paseos de estandartes y Convite de flores figuran las jicapextles, especie de jícaras que se adquieren de la cáscara seca de las calabazas, decoradas con motivos florales.
Por su parte, el hombre se pone un sombrero de lana prensada de color rojo llamado charro 24, nombre dado como consecuencia del costo que en la época colonial tenía el sombrero: 24 reales. Al cuello lleva un paliacate rojo; viste camisa blanca por dentro del pantalón que es de gabardina o de popelina, de color blanco. A la cintura luce un ceñidor rojo, calza huaraches delgados; en fiestas importantes el calzado corresponde a botines negros de piel.

## Bailes
Relativo a los bailes, Santo Domingo presenta el Fandango tehuano, interpretado al inicio de cualquier fiesta y como son de entrada en las Velas y en la entrega de mayordomía. Contiene uno de los más reconocidos en México y el mundo, La sandunga, cuyo origen desconocido le da el toque místico que lo ha convertido en el himno de Tehuantepec. La sandunga es "la melodía hecha mujer", y su baile cadencioso y rítmico embruja y enamora a cualquiera.